# ۲۰ تازی‌ها
۲۰ تازی‌ها یک ستاره است که در صورت فلکی تازی‌ها قرار دارد.